# Anna Mieszczanek
Anna Elżbieta Mieszczanek z domu Pawlak (ur. 10 grudnia 1954, zm. 12 kwietnia 2025) – polska publicystka, redaktorka, animatorka społeczna, psychoedukatorka w konfliktach i kryzysach rodzinnych, mediatorka rodzinna.

## Życiorys
W 1975 ukończyła studia polonistyczne na Uniwersytecie Warszawskim. Podczas stanu wojennego została wyrzucona z pracy i podjęła pracę jako sprzedawczyni w sklepie warzywniczym. Po weryfikacji dziennikarzy została sekretarką w Studio Filmowym im. Karola Irzykowskiego (1982–1984), następnie II reżyserka filmu Krzysztofa Krauzego pod tytułem Jest (1984, nagroda „Solidarności” i paryskiej „Kultury" dla filmu). W latach 1984–1986 dziennikarka „Przeglądu Katolickiego”. Od 1986 do 1988 redaktorka w Polskim Towarzystwie Psychologicznym, w latach 1984–1989 także w podziemnym piśmie „Karta”. Redaktorka (pod pseudonimem Ewa Żylińska) wydanej 1989 w drugim obiegu i kilka miesięcy później także oficjalnie, książki z serii Tematy Karty pt. Krajobraz po szoku o wydarzeniach Marca 1968.
W latach 1992–2007 prywatna wydawczyni w Wydawnictwie „Intra” oraz Agencji Wydawniczej „Tu”. Absolwentka Studium Pomocy Psychologicznej Jerzego Mellibrudy (1987), odbyła staż w Polskim Towarzystwie Psychologii Zorientowanej na Proces (1998), uzyskała certyfikat Polskiego Centrum Mediacji (1999), była wpisana na listę mediatorów – osób zaufania publicznego przy Sądzie Apelacyjnym w Warszawie (1998).
Od 1995 zaangażowana w działalność sektora pozarządowego. Wiceprezeska w latach 1996–1997 Społecznego Instytutu Ekologicznego, freelancerka w ruchu kobiecym. Współzałożycielka i pierwszy prezes zarządu Fundacji „Zadbać o świat” (2000), inicjatorka powstania przy Fundacji Ośrodka Mediacji Rodzinnych (2000), który w latach 2002–2004 działała w ramach Ośrodka Pomocy Psychologicznej „Na Grottgera”.
Inicjatorka i koordynatorka prowadzonej w Fundacji a potem wspólnie z ISO (2000–2006) kampanii społecznej „Zrobione – Zapłacone” na rzecz docenienia pracy domowej kobiet i praw ekonomicznych kobiet. Raport przekazano rządowi, zaś w czerwcu 2005 Główny Urząd Statystyczny oficjalnie podał szacunkową wartości nieopłacanej domowej pracy kobiecej.
Felietonistka magazynu „Obywatel” (2003–2010), blogerka w portalach Salon24.pl i Wirtualne Media.
Członkini od 1981 Stowarzyszenia Dziennikarzy Polskich, Stowarzyszenia Mediatorów Rodzinnych oraz Miasto Jest Nasze (2016–2017).
Wyróżniona nagrodą Fundacji „Polcul” oraz odznaką „Zasłużony Działacz Kultury” (2001).
Matka dwóch córek: Olgi i Marty. Została pochowana na Cmentarzu Komunalnym Północnym w Warszawie.

## Publikacje
- Krajobraz po szoku, red. Przedświt, Warszawa 1989.
- Problemy terapii alkoholików i ich rodzin, red. M. Król-Fijewska, A. Mieszczanek, Warszawa 1987.
- Eichelberger W., Mieszczanek A., Jak wychować szczęśliwe dzieci, Warszawa 1997, 2012, 2014, Błąd Lua w module „Moduł:ISBN”, w linii 48: attempt to call global 'deduce' (a nil value)..
- Mieszczanek A., Modlitwa o demokracje z wisienką, Katowice : Wydawnictwo Erida, 2013, Błąd Lua w module „Moduł:ISBN”, w linii 48: attempt to call global 'deduce' (a nil value)..
- Mieszczanek A., Przedwojenni. Zawsze był jakiś dwór, Warszawa: Muza, 2020, Błąd Lua w module „Moduł:ISBN”, w linii 48: attempt to call global 'deduce' (a nil value)..